# عشقی سرشار از زندگی
عشقی سرشار از زندگی (انگلیسی: Romance Full of Life; کره‌ای: 생동성 연애) یک مجموعه تلویزیونی محصول کره جنوبی سال ۲۰۱۷ با بازی یون شی یون و چو سو هیانگ است. این مجموعه یکی از بخش‌های سه‌گانه سه رنگ فانتزی تولیدشده توسط ام‌بی‌سی و ناور است. رنگ این درام سبز و قبل از آن ستاره گیتی (سفید) و بعد از آن ملکه حلقه (طلایی) است. این مجموعه از ۱۴ فوریه ۲۰۱۷، سه‌شنبه‌ها ساعت ۰۰:۰۰ (کی‌اس‌تی) از ناور تی‌وی کست و از ۱۶ فوریه ۲۰۱۷، پنجشنبه‌ها ساعت ۲۳:۱۰ (کی‌اس‌تی) از ام‌بی‌سی پخش شد.